# روث أرونز
روث أرونز (بالإنجليزية: Ruth Aarons)‏ هي لاعبة تنس الطاولة أمريكية، ولدت في 11 يونيو 1918 في ستامفورد في الولايات المتحدة، وتوفيت في 6 يونيو 1980 في لوس أنجلوس في الولايات المتحدة.

## وصلات خارجية
- روث أرونز على موقع ميوزك برينز (الإنجليزية)